# Ẩm thực Phật giáo

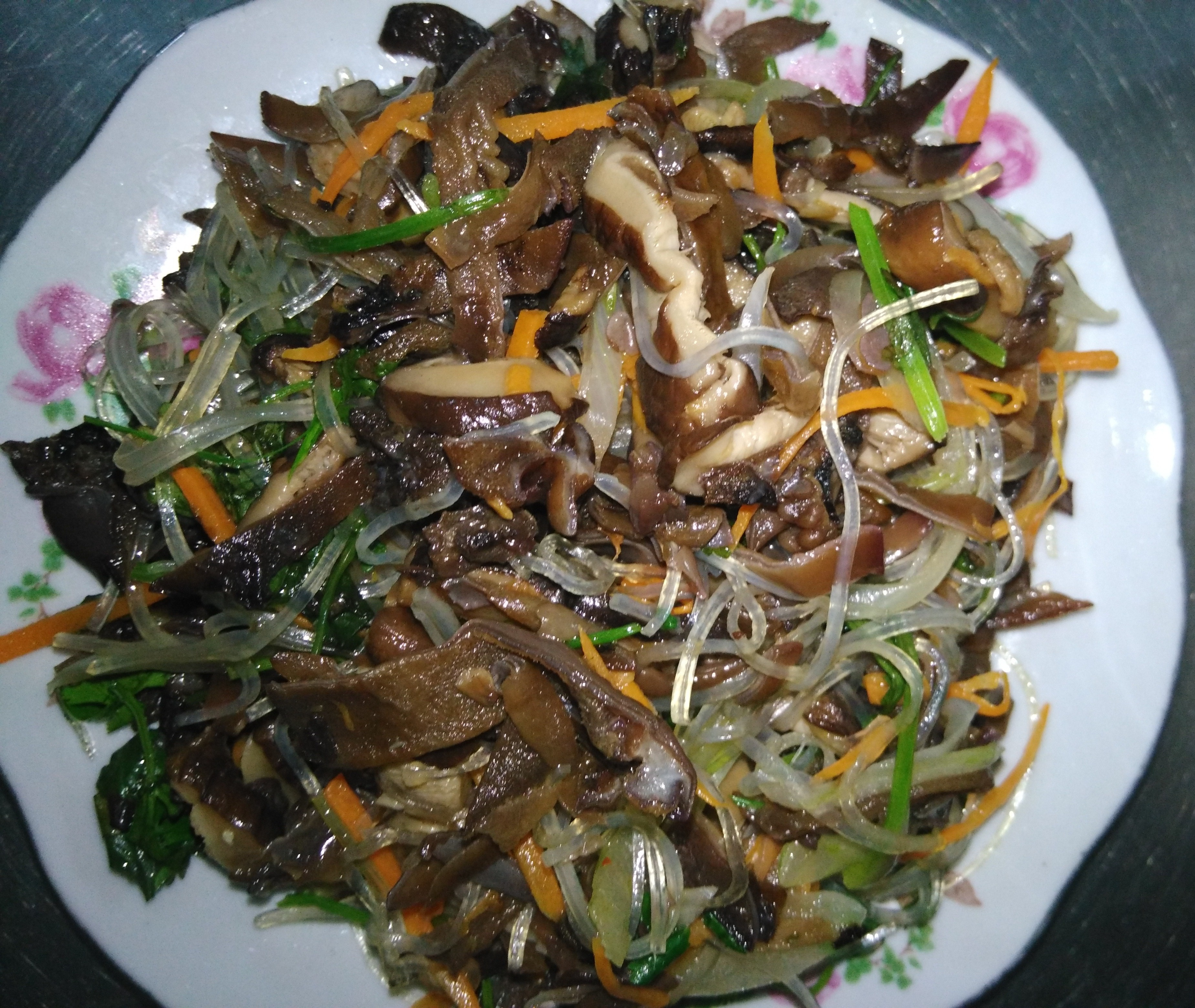
Một món ăn chay miến xào mộc nhĩ

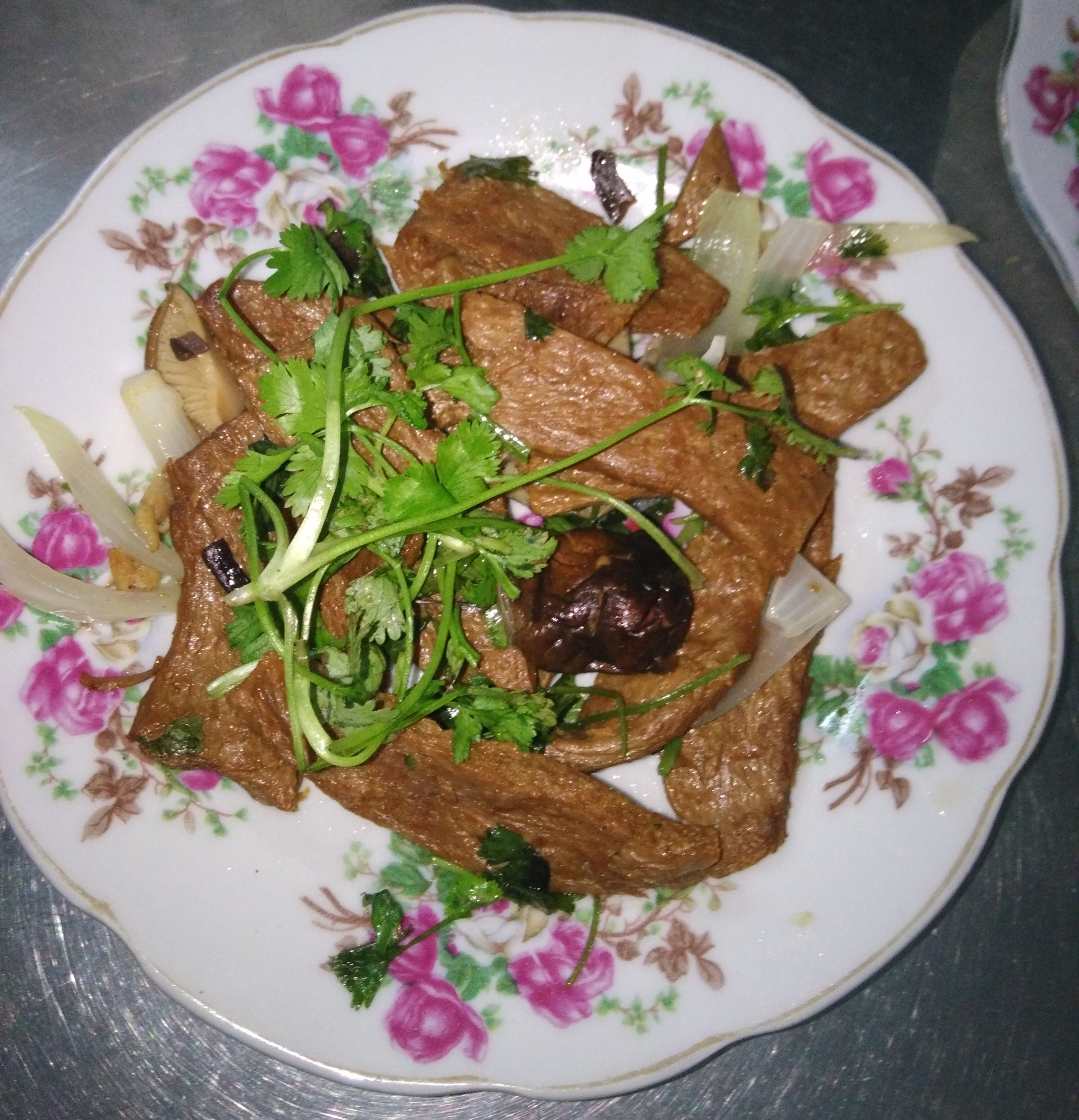
Một dĩa đồ chay

Ẩm thực Phật giáo (Buddhist cuisine) là một phần của ẩm thực châu Á được các tu sĩ, tăng lữ Phật giáo (Bhikkhu/Tỳ kheo và Tỷ khâu ni) và nhiều tín đồ từ các khu vực chịu ảnh hưởng lịch sử của Phật giáo Đại thừa thực hành theo truyền thống văn hóa Phật giáo. Nền ẩm thực này gồm các món ăn chay hoặc thuần chay và dựa trên khái niệm của Pháp về Ahimsa (bất hại/cấm sát sinh). Việc ăn chay cũng phổ biến trong các tín ngưỡng Pháp khác như Hindu giáo, đạo Jain và đạo Sikh, cũng như các tôn giáo Đông Á như Đạo giáo. Trong khi các Tỳ kheo và Tỳ khâu ni và một ít cư sĩ ăn chay quanh năm (ăn chay trường), nhiều tín đồ theo chế độ ăn chay của Phật giáo trong các ngày lễ. Những người theo đạo Phật tin rằng nấu ăn được coi là một hoạt động tâm linh nhằm tạo ra chất dinh dưỡng mà cơ thể cần để làm việc chăm chỉ và thiền định. Hầu hết các món ăn được coi là độc đáo của Phật giáo đều là món chay, nhưng không phải tất cả các truyền thống Phật giáo đều yêu cầu người tại gia hoặc tăng lữ phải ăn chay.

## Tổng quan
Phật giáo nhìn chung không cấm ăn thịt tuy nhiên chỉ được ăn những thứ thịt thỏa mãn điều kiện tam tịnh nhục, Phật giáo đại thừa khuyến khích ăn chay để nuôi dưỡng lòng từ bi. Trong giới luật của Phật giáo, giới đầu là giới tránh sát sinh, hơn thế nữa phật tử còn thực hành tránh gây khổ đau cho chúng sinh, cho nên trên căn bản Phật giáo khuyến khích việc ăn chay nhưng cũng không cấm đoán ăn mặn. Phật giáo Nam Tông (Thượng tọa bộ) thường không ăn chay. (vẫn được ăn mặn, hay còn gọi là "cho gì ăn nấy") Tuy nhiên, những người xuất gia (tì kheo) nếu nghe tiếng con vật bị giết, thấy con vật bị giết hoặc nghi con vật đó bị giết để thết đãi mình thì không được ăn, nếu ăn thì sẽ phạm vào giới luật. Mỗi tông phái của Phật giáo Đại thừa lựa chọn những kinh điển khác nhau để làm theo, cho nên một số tông phái, bao gồm cả phần lớn các tông phái của Phật giáo Tây Tạng và Phật giáo Nhật Bản đều ăn thịt, trong khi nhiều tông phái khác của Phật giáo Trung Quốc, Việt Nam và Hàn Quốc thực hành ăn chay.
Ăn chay chủ yếu gắn liền với truyền thống Đông Á và Đông Nam Á ở Trung Quốc, Việt Nam, Nhật Bản và Hàn Quốc, nơi nó thường được các vị tu sĩ và có thể được phật tử tuân theo vào các ngày lễ. Ăn chay theo Phật giáo đại thừa là không ăn tất cả các sản phẩm từ động vật cũng như một số loại rau trong chi Hành (có mùi thơm đặc trưng của hành và tỏi), có thể tương ứng với các loại cây hành, hẹ, tỏi, nén và kiệu gọi chung là ngũ tân. Người ăn chay là người sống theo chế độ ăn kiêng gồm ngũ cốc, các loại đậu, hạt, rau, trái cây, nấm, tảo, men và/hoặc một số thực phẩm không có nguồn gốc động vật khác (ví dụ như muối) nên còn gọi là ăn chay trong cách phân biệt với ăn mặn (tức là ăn thịt, không ăn chay). Trong Luật tạng của Phật giáo quy định các tăng lữ phải ăn không quá giờ ngọ. Hằng tháng vào những ngày trăng rằm và đầu tháng (mùng 1 và 15 âm lịch) gọi là ngày Bố Tát (tiếng Phạn gọi là Uposatha hay Upavasatha), là ngày định kỳ để thuyết giới, cùng nhắc nhở nhau về giới pháp để tu hành. Về sau được các nhà Phật học Đại thừa Trung Quốc dịch là ngày trai giới (齋) và Việt Nam dịch là ăn chay từ chữ trai đó thành chữ "chay". Ở Trung Quốc, vào thời nhà Tống, ẩm thực Phật giáo đã trở nên phổ biến đến mức các quán ăn chay xuất hiện, nơi các đầu bếp sử dụng các nguyên liệu như đậu, gluten, rau củ và nấm để tạo ra các loại thịt tương tự như thịt lợn, gà, trứng và trứng cua.